# Celestus scansorius
Celestus scansorius là một loài thằn lằn trong họ Anguidae. Loài này được Mccranie & Wilson miêu tả khoa học đầu tiên năm 1996.